# Пелинце
Пелинце или Пелинци (на македонска литературна норма: Пелинце) е село в Северна Македония, в община Старо Нагоричане.

## География
Селото е разположено в областта Средорек на река Пчиня.

## История
В края на XIX век Пелинце е българско село в Кумановска каза на Османската империя. Според статистиката на Васил Кънчов („Македония. Етнография и статистика“) от 1900 г. Пелинци е населявано от 470 жители българи християни.
Населението на Пелинци е разделено в конфесионално отношение. По данни на секретаря на Българската екзархия Димитър Мишев („La Macédoine et sa Population Chrétienne“) в 1905 година в селото има 336 българи екзархисти, 104 българи патриаршисти сърбомани и 12 цигани и в селото функционират българско и сръбско училище. Според секретен доклад на българското консулство в Скопие 35 къщи в селото до 1905 година под натиска на сръбската пропаганда в Македония признават Цариградската патриаршия, останалите 25 никога не са били екзархистки.
В учебната 1907/1908 година според сърбоманина Йован Хадживасилевич в селото има патриаршистко училище.
По време на Първата световна война Пелинци е център на община и има 541 жители.
Според преброяването от 2002 година селото има 191 жители.
| Националност     | Всичко |
| северномакедонци | 184    |
| албанци          | 0      |
| турци            | 0      |
| роми             | 0      |
| власи            | 0      |
| сърби            | 7      |
| бошняци          | 0      |
| други            | 0      |